# Sara Seager
Sara Seager, kanadsko-ameriška astronomka, * 1971, Toronto, Kanada.
Seagerjeva je trenutno profesorica na Tehnološkem inštitutu Massachusettsa. Najbolj znana je po svojem delu o zunajosončnih planetih.
Diplomirala je leta 1994 iz matematike in fizike na Univerzi v Torontu. Leta 1999 je doktorirala iz astronomije na Univerzi Harvard. V svoji dizertaciji je obravnavala atmosfere na zunajosončnih planetih velikanih.